# Шевченково (Ямпольский район)
Шевченково (укр. Шевченкове) — село, Орловский сельский совет, Ямпольский район, Сумская область, Украина.
Код КОАТУУ — 5925683003. Население по переписи 2001 года составляло 92 человека .

## Географическое положение
Село Шевченково находится на расстоянии в 1 км от пгт Свесса и села Орловка.
По селу протекает пересыхающий ручей с запрудой.